# Koören, Sibbo
Koören är en ö i Finland. Den ligger i Finska viken och i kommunen Sibbo i den ekonomiska regionen  Helsingfors i landskapet Nyland, i den södra delen av landet. Ön ligger omkring 20 kilometer öster om Helsingfors. Ägaren till ön är Ingemaj Karlsson (f. Meinander).
Öns area är 1,6 hektar och dess största längd är 180 meter i sydväst-nordöstlig riktning. Ön höjer sig omkring 15 meter över havsytan.